# Rosyjski oddział wojskowy gen. Franco
Rosyjski oddział wojskowy generała Franco – ochotniczy oddział wojskowy złożony z białych Rosjan walczący w latach 1936–1939 w hiszpańskiej wojnie domowej po stronie wojsk generała Francisco Franco.
Wybuch w połowie lipca 1936 w Hiszpanii wojny domowej pomiędzy frankistami i republikanami spotkał się z dużym odzewem w rosyjskich środowiskach emigracyjnych. Rosyjscy emigranci przyjęli z dużą sympatią zbrojne wystąpienie generała Franco przeciwko lewicowemu rządowi Frontu Ludowego, traktując je jako kolejny przejaw walki z komunizmem. Wielu emigrantów, przede wszystkim byłych wojskowych, skierowało prośby do różnych organizacji rosyjskich o pomoc w przedostaniu się do Hiszpanii. Jednakże brakowało finansów, a granica francusko-hiszpańska była zamknięta i pilnie strzeżona. Dlatego jedynie nielicznym udało się przedostać na terytorium hiszpańskie. Pierwszymi ochotnikami było czterech byłych białych oficerów, w tym generałowie Anatolij Fok i Nikołaj Szynkarienko. Pod koniec sierpnia 1936 przedostali się oni nielegalnie do Maroka Hiszpańskiego, a stamtąd do Hiszpanii. W kolejnych miesiącach doszli kolejni – najczęściej z Francji, ale niektórzy przybywali z tak odległych krajów, jak na przykład Madagaskar (Nikołaj Bark). Ogółem do wojsk generała Franco wstąpiło około 70–80 białych Rosjan. Ponadto kilku innych służyło już w armii hiszpańskiej od początku lat 20. XX wieku, w tym lotnicy Wsiewołod Marczenko i Nikołaj Ragozin. Hiszpanie nie chcieli przyznawać obcokrajowcom wyższych stopni oficerskich, dlatego najwyższym stopniem dla rosyjskich ochotników był stopień porucznika.
Większość rosyjskich ochotników została skierowana w rejon Guadalajary do miejscowości Molina de Aragón, gdzie weszli w skład batalionu hiszpańskich monarchistów-karlistów Donna Maria de Molina pod dowództwem kapitana L. Ruisa-Fernandeza. Składał się on z czterech kompanii. W tym czasie odwiedzili ich rosyjscy korespondenci wojenni i dziennikarze, w tym wydawca paryskiego pisma Czasowoj Wasilij Oriechow, który później regularnie publikował informacje o walkach rosyjskiego oddziału. W kwietniu 1937 sztab generała Franco wydał rozkaz sformowania samodzielnego rosyjskiego oddziału wojskowego z rosyjskimi komendami, sztandarami i dowództwem, ale z powodu niedużej ilości białych ochotników zostało to zarzucone. W tej sytuacji ochotniczy oddział rosyjski pozostał w składzie batalionu Donna Maria de Molina. Na czele Rosjan stał porucznik Nikołaj Kriwoszeja. Wkrótce batalion trafił na front nad rzekę Tag. Na drugim brzegu zajmowały pozycje Brygady Międzynarodowe, w skład których wchodziło bardzo wielu sowieckich wojskowych. We wrześniu 1937 dwie kompanie zostały okrążone przez wojska republikańskie we wsi Quinto de Ebro pod Saragossą. Po dwóch dniach ciężkich walk – nie mogąc wyrwać się z okrążenia – zginęli porucznicy Anatolij Fok i Jakow Połuchin. Cały 1938 i początek 1939 Rosjanie walczyli nad Tagiem. Straty były uzupełniane kolejnymi ochotnikami. Z wielu akcji bojowych można wymienić wyparcie wojsk republikańskich i zajęcie we wrześniu 1938 strategicznego wzgórza El-Contandero w rejonie Mahón Blanco. W lutym 1939 oddział rosyjski został przeniesiony przez Teruel do wsi El-Toro w prowincji Castellón, gdzie zajmował pozycje obronne do końca wojny. Liczył wówczas 23 żołnierzy. Po jej zakończeniu w marcu tego roku batalion Donna Maria de Molina wraz z Rosjanami wziął udział w uroczystej paradzie wojsk frontowych w Walencji.
Ostatecznie w wojnie domowej zginęło 34 białych Rosjan, w tym też ci, którzy służyli w innych oddziałach. Hiszpańskie władze nie zapomniały o rosyjskich ochotnikach. Po rozformowaniu ich oddziału wszyscy automatycznie dostali hiszpańskie obywatelstwo. Mogli też udać się na dwumiesięczny wypoczynek. Ci, którzy nie byli oficerami, otrzymali stopień sierżanta hiszpańskiej armii. 29 października 1939 grupa rosyjskich ochotników na czele z pułkownikiem Nikołajem Bołtinem została przyjęta przez generała Franco. Na ich prośbę zostali oni przyjęci w szeregi Hiszpańskiej Legii Cudzoziemskiej. Dalsze losy Rosjan były różne. Wielu zostało w Hiszpanii do końca życia, wybierając dalszą służbę wojskową lub karierę cywilną. Z tych, którzy pozostali w armii, 10 wstąpiło ochotniczo w 1941 do nowo formowanej Błękitnej Dywizji, wysłanej w lipcu tego roku w składzie Wehrmachtu na front wschodni (między innymi Nikołaj Artiuchow, Konstantin Gonczarenko, Siergiej Hurski, Wadim Klimienko, Nikołaj Kriwoszeja, L.G. Tockij, Aleksandr Tringam), gdzie służyli jako tłumacze – trzech spośród nich zginęło. Niektórzy walczyli z Sowietami w szeregach włoskiego korpusu ekspedycyjnego (między innymi Piotr Bielin, Nikołaj Sieliwanow, Nikołaj Sładkow, Antonij Jariemczuk).